# Торосян, Тигран Суренович
Тигра́н Суре́нович Торося́н (арм. Տիգրան Թորոսյան,род. 14 апреля 1956, Ереван, СССР) — бывший спикер парламента Армении.

## Биография
- 1973—1978 — факультет радиоэлектроники Ереванского политехнического института. Инженер по электронной технике.
- 1976—1978 — одновременно на факультете общественных профессий того же института. Технический переводчик с французского.
- 1978—1988 — работал в Ереванском научно-исследовательском институте математических машин в качестве инженера, затем ведущего инженера.
- 1988—1995 — занимал должность руководителя сектора, был ведущим научным работником.
- 1990 — защитил диссертацию и получил ученую степень кандидата технических наук. Автор 10 изобретений и более 30 научных трудов.
- С 1995 — начал заниматься политологическими исследованиями. Является автором одной монографии «Постсоветская трансоформация общественной системы». В 2006 — защитил диссертацию и получил степень доктора политических наук.
- 1996—1998 — был членом Центральной избирательной комиссии Армении.
- 1997—1998 — главный редактор официального органа «РПА газеты «Анрапетакан»».
- 30 мая 1999— избран депутатом парламента. Член блока «Единство», сформированного Республиканской и Народной партиями Армении.
- 1999—2001 — был вице-спикером парламента Армении.
- 2001—2003 — председатель временной комиссии парламента по конституционной реформе.
- 25 мая 2003 — вновь избран депутатом парламента. Член партии «РПА».
- 2003—2006 — вице-спикер парламента Армении. Председатель временной комиссии по вопросам интеграции в европейские структуры и руководитель армянской делегации в парламентской ассамблее Совета Европы.
- 1 июня 2006 — избран спикером парламента Армении.
- 2004—2007 — был вице-председателем группы европейских демократов ПАСЕ.
- 2006—2007 — вице-председатель комиссии мониторинга выполнения рекомендаций и обязательств, принятых государствами-членами ПАСЕ. Член фракции «РПА».
- 12 мая 2007 — избран депутатом парламента. С 1993 — член «РПА», 1998—2005 — заместитель председателя совета «РПА», а с 2005 — вице-председатель «РПА».
- 7 июня 2007 — вновь избран спикером парламента Армении. Награждён «медалью «За заслуги перед Отечеством»» и орденом Нагорно-Карабахской Республики «Святой Месроп Маштоц».